# Сяберо (деревня)
Сяберо — деревня в Волошовском сельском поселении Лужского района Ленинградской области.

## История
Впервые упоминается в писцовых книгах Шелонской пятины 1571 года, как деревня Подледье — 1 ½ обжи, в Бельском погосте Новгородского уезда.
Как деревня Сабера она обозначена на карте Санкт-Петербургской губернии 1792 года, А. М. Вильбрехта.
Село Сябера, состоящее из 30 крестьянских дворов, упоминается на карте Санкт-Петербургской губернии Ф. Ф. Шуберта 1834 года.

СЯБЕРА — село принадлежит Ведомству белого духовенства, число жителей по ревизии: 6 м. п., 5 ж. п.

В нём церковь деревянная во имя Спаса Нерукотворного Образа

ПОДЛЕДЬЯ — деревня принадлежит ведомству Ораниенбаумского дворцового правления, число жителей по ревизии: 77 м. п., 81 ж. п.

В ней казённый деревянный питейный дом именуемый Сяберский (1838 год)

Село Сяберо из 30 дворов отмечено на карте профессора С. С. Куторги 1852 года.

СЯБЕРЬ — деревня Дворцового правления, по просёлочной дороге, число дворов — 21, число душ — 78 м. п. (1856 год)

СЯБЕРО — село Дворцового ведомства при озере Сяберском, число дворов — 21, число жителей: 77 м. п., 87 ж. п.; Церковь православная. (1862 год)

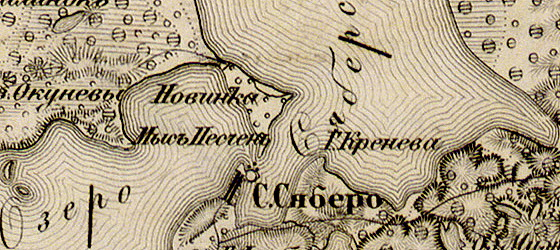
Село Сяберо на карте 1863 года

Сборник Центрального статистического комитета описывал его так:

ПОДЛЕДЬЯ — деревня бывшая удельная при озере Сябором, дворов — 38, жителей — 215; 2 лавки. (1885 год)

В XIX — начале XX века деревня административно относилась к Бельско-Сяберской волости 4-го земского участка 2-го стана Лужского уезда Санкт-Петербургской губернии.
По данным «Памятной книжки Санкт-Петербургской губернии» за 1905 год Подледье учитывалось, как село.
С 1922 по 1927 год деревня Подледье находилась в составе Подледьевского сельсовета Бельско-Сяберской волости Лужского уезда.

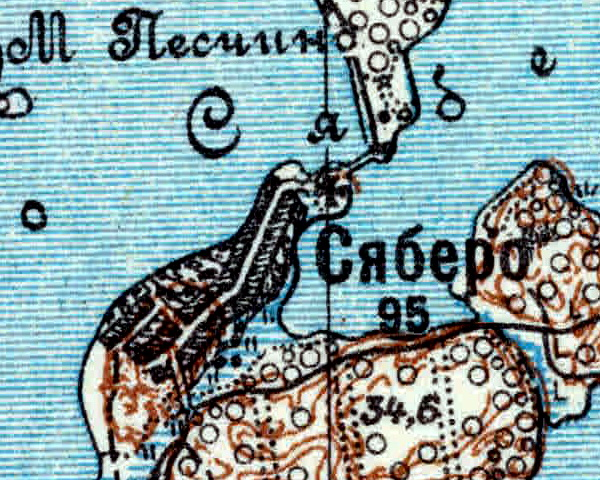
Деревня Сяберо на карте 1926 года

Согласно топографической карте 1926 года деревня называлась Сяберо и насчитывала 95 крестьянских дворов и церковь.
С августа 1927 года, в составе Лужского района.
С ноября 1928 года, в составе Вердужского сельсовета.
По данным 1933 года деревня Подледье входила в состав Вердушского сельсовета Лужского района.
С 1 января 1939 года деревня Подледье стала называться деревня Сяберо.
C 1 августа 1941 года по 31 января 1944 года деревня находилась в оккупации.
По данным 1966 и 1973 годов деревня Сяберо входила в состав Вердужского сельсовета.
По данным 1990 года деревня Сяберо входила в состав Волошовского сельсовета.
По данным 1997 года в деревне Сяберо Волошовской волости проживал 61 человек, в 2002 году — 65 человек (русские — 92 %).
В 2007 году в деревне Сяберо Волошовского СП проживали 40 человек.

## География
Деревня расположена в западной части района на автодороге 41К-145 (Ретюнь — Сара-Лог).
Расстояние до административного центра поселения — 17 км.
Расстояние до ближайшей железнодорожной станции Серебрянка — 70 км.
Деревня находится на южном берегу озера Сяберо.

## Демография
| 1838 | 1862 | 1885 | 1997 | 2007 | 2010 | 2017 |
| ---- | ---- | ---- | ---- | ---- | ---- | ---- |
| 11   | ↗164 | ↗215 | ↘61  | ↘40  | ↗50  | ↘37  |

## Достопримечательности
- Церковь во имя Спаса Нерукотворного Образа, бывшего Спасского Сяберского монастыря, деревянная, основана в XIV веке
- Две стоянки неолитического человека с ямочно-гребенчатой керамикой
- Селище, относящееся к древнерусским поселениям XV—XVI веков[22]